# Брока, Шарль
Шарль Брока (фр. Charles Brocas; 1774[…], Тулуза — 1835[…], Париж) — французский художник, представитель ампира.

## Биография
Родился в 1774 году в Тулузе. Сперва учился живописи в Тулузе, у Жозефа Рока, а затем в Париже, у Жана-Батиста Реньо.
Ещё в 1791 году получил премию Тулузской школы изящных искусств. В 1807 году выиграл конкурс картин, посвящённых битве при Прейсиш-Эйлау, и был награждён золотой медалью. Участвовал в конкурсах на соискание Римской премии. На протяжении нескольких десятилетий регулярно выставлял свои картины на ежегодных Парижских салонах.
Свои самые известные картины Брока создал на мифологические сюжеты и на сюжеты из наполеоновских войн.
Скончался в 1835 году в Париже; оставшееся после него имущество было распродано с молотка.
Его сыном был Эжен Мари Брока (1813—1857), малоизвестный художник.

## Галерея

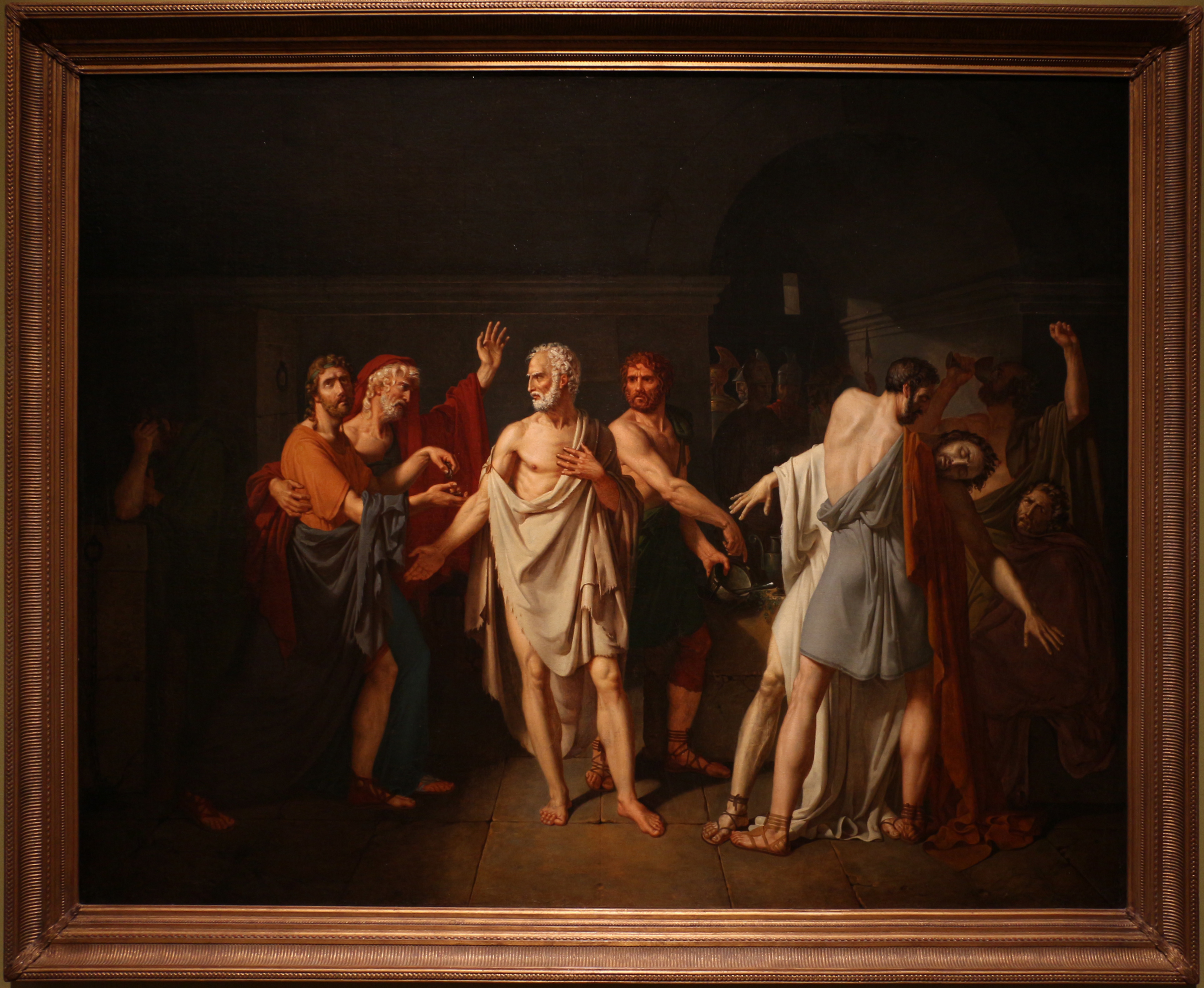
Смерть Фокиона. 1804, Художественный музей Милуоки, Висконсин, США
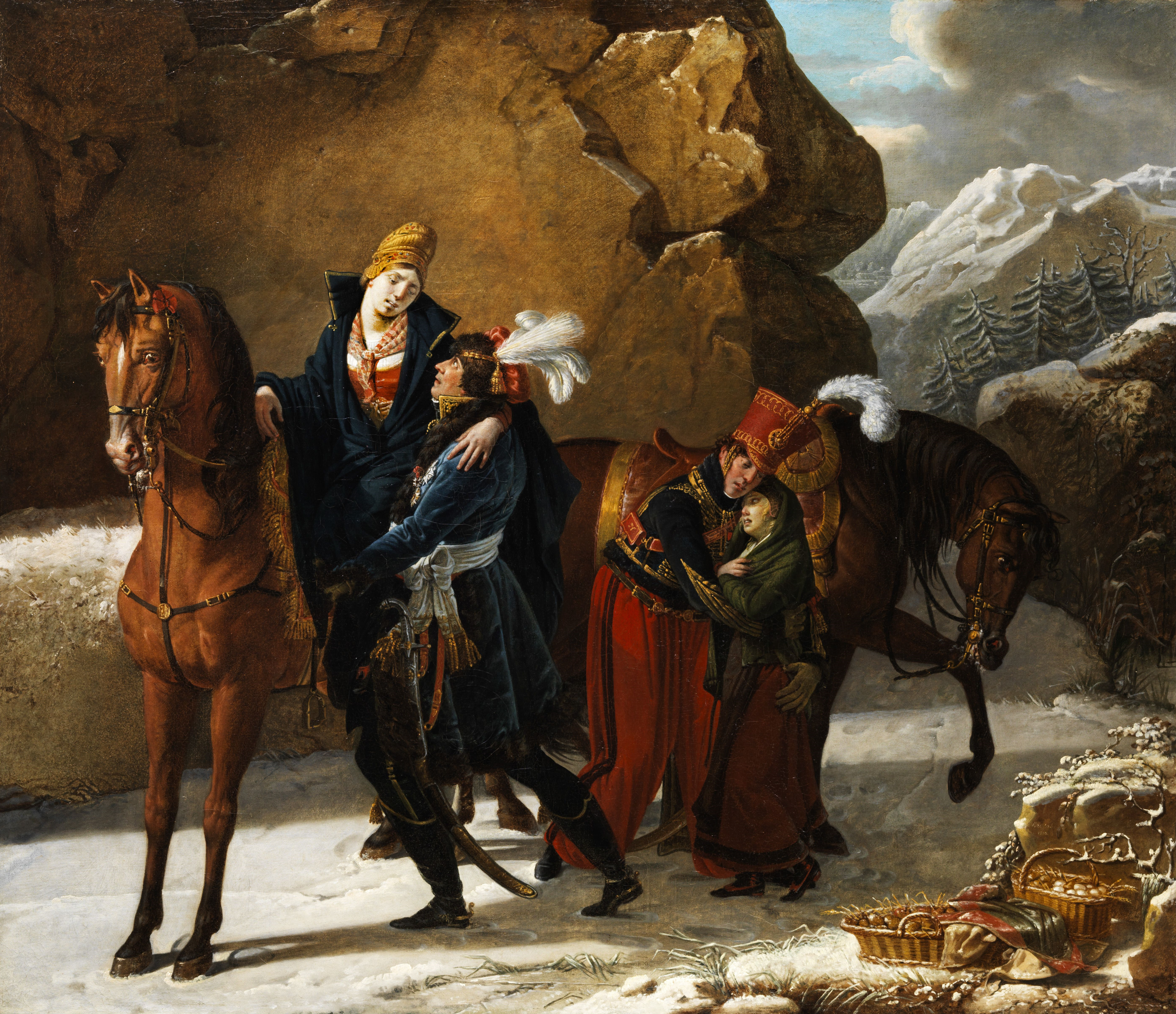
Гуманность князя Невшательского, Парижский салон 1810 года
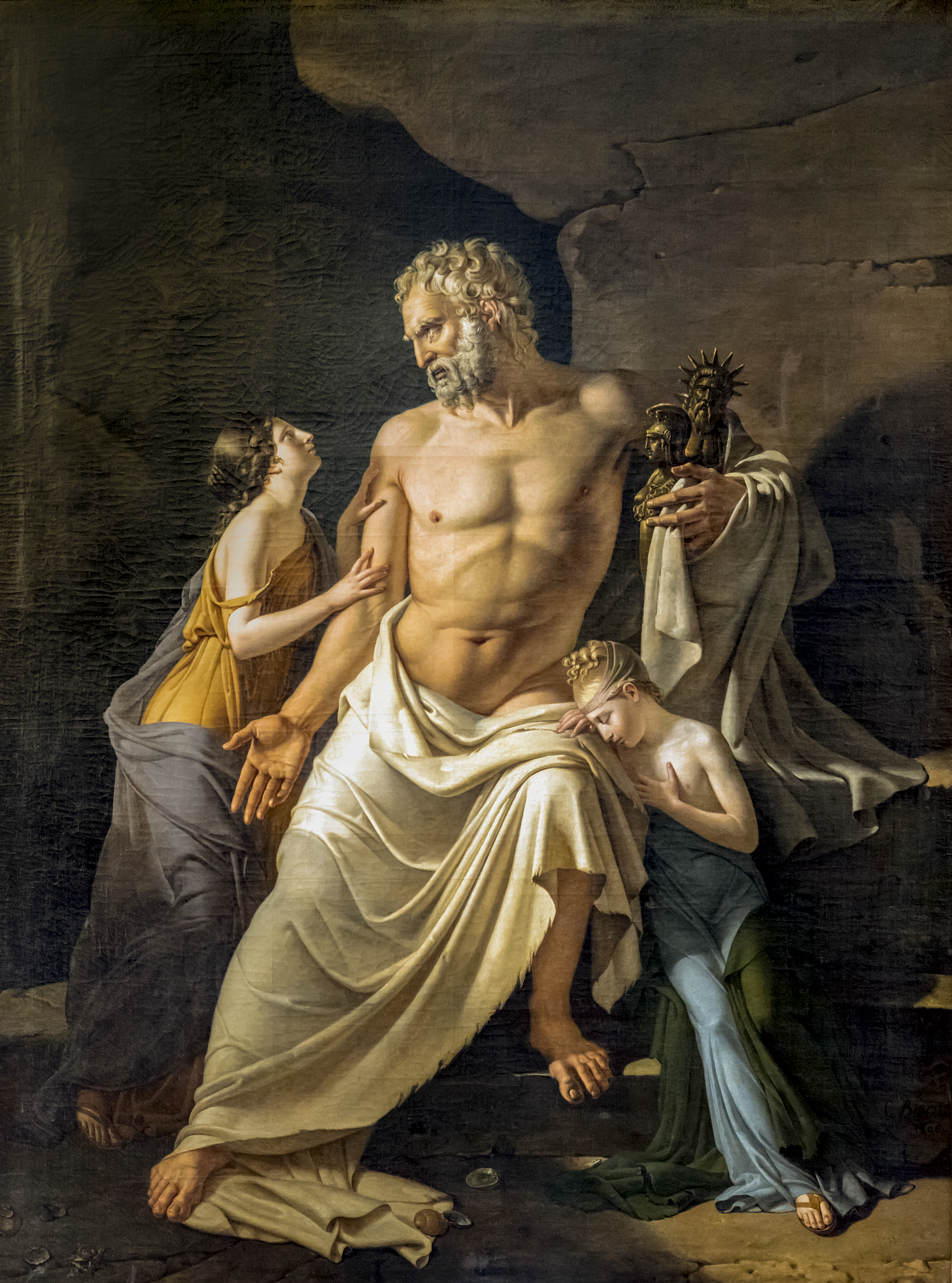
Аристид, приговорённый к остракизму. Тулузский музей.